# Ian Whyte (chef d'orchestre)
Pour les articles homonymes, voir Whyte.
Ne doit pas être confondu avec Ian Whyte (basketteur).
 Ian Whyte  (né le 13 août 1901 à Dunfermline - 27 mars 1960 à Glasgow) est un chef d'orchestre et compositeur écossais, et le fondateur de l'Orchestre symphonique écossais de la BBC.
Whyte a étudié à Londres, et a été un élève de Ralph Vaughan Williams au Royal College of Music. Il est devenu directeur de la musique de la BBC en Écosse en 1931, poste qu'il a occupé jusqu'en 1945, quand il est devenu chef d'orchestre du BBC Scottish Orchestra (qui est devenu le BBC Scottish Symphony Orchestra), où il est resté jusqu'en 1960. Sa nombreuse production a été influencée par des thèmes écossais et des airs populaires, et comprend le ballet Donald of the Burthens (1951).